# Mattias Wilhelm
Mattias Wilhelm, död 20 november 1733 i Stockholm, var en svensk hovsnickare.
Han var gift första gången med hovsnickaren Lucas Meilandts dotter och efter hennes död med en okänd kvinna som avled 1733. Wilhelm fick löfte att efterträda sin svärfar när denne blev orkeslös eller avled och när Meilandt slutligen avled 1689 arbetade han en följd av år på slottet som hovsnickare där han förutom rena snickeriarbeten utförde en del ornamentala utsmyckningar. Tillsammans med snickarmästaren Mattias Harnack och bildhuggaren Burchardt Precht utförde han på slutet av 1600-talet ramar till Ehrenstrahls kolossalmålningar Korsfästelsen och Yttersta domen för Stockholms storkyrka. 